# Калатаюд
Калатаюд (ісп. Calatayud) — місто і муніципалітет в Іспанії, у складі автономної спільноти Арагон, у провінції Сарагоса. Населення — 21 717 осіб (2010).
Місто розташоване на відстані близько 200 км на північний схід від Мадрида, 70 км на південний захід від Сарагоси.

## Історія

### Античність
Найдавніші мешканці району — кельтіберське плем'я лузонів, що заснували у II—III ст. до н. е. поселення Більбіліс на пагорбі Бамбола. За часів римського імператора Августа місто Більбіліс отримало статус римського імперського муніципія серпня Августа Більбіліс, у ньому проведено значні містобудівні роботи — побудовано форум з храмом і театр (його будівництво завершено за Тиберія), а також терми і розвинену гідротехнічну систему.
В період економічного розквіту (I—II ст) місто нараховувало до 3500 жителів, а весь район в цілому — до 4500. Тут народився близько 40 р.н. е. знаменитий поет Марк Валерій Марціал. У III ст. приходить занепад, і до V ст. Більбіліс перетворюється на безлюдне місто-привид.

### Арабський період
Нинішнє місто Калатаюд засновано арабами-маврами приблизно 716 року до н. е. навколо замку Аюб. Археологічний заповідник Август Більбіліс розташовано приблизно за 4 км на північний схід від сучасного міста.

## Населення
На території муніципалітету розташовані такі населені пункти: (дані про населення за 2010 рік)
- Калатаюд: 21433 особи
- Камп'єль: 0 осіб
- Каррамоліна: 0 осіб
- Ембід-де-ла-Рібера: 78 осіб
- Уермеда: 95 осіб
- Марівелья: 30 осіб
- Рібота: 0 осіб
- Сан-Рамон: 0 осіб
- Террер: 0 осіб
- Торрес: 81 особа

## Демографія
Динаміка населення (INE ):

## Пам'ятники архітектури

### Археологічні розкопки
- Руїни давньоримського міста Більбіліс
- Кельтіберське поселення Вальдееррера

### Відомі жителі і уродженці
- Марк Валерій Марціал (38-104) — поет, класик латинської літератури «срібного століття», майстер епіграми.
- Вікентій Пінілла (1870-1936) — католицький блаженний, мученик.
- Хоакін Дісент (1863-1917) — іспанський драматург.
- Пабло Абіан — бадмінтоніст.

## Галерея зображень

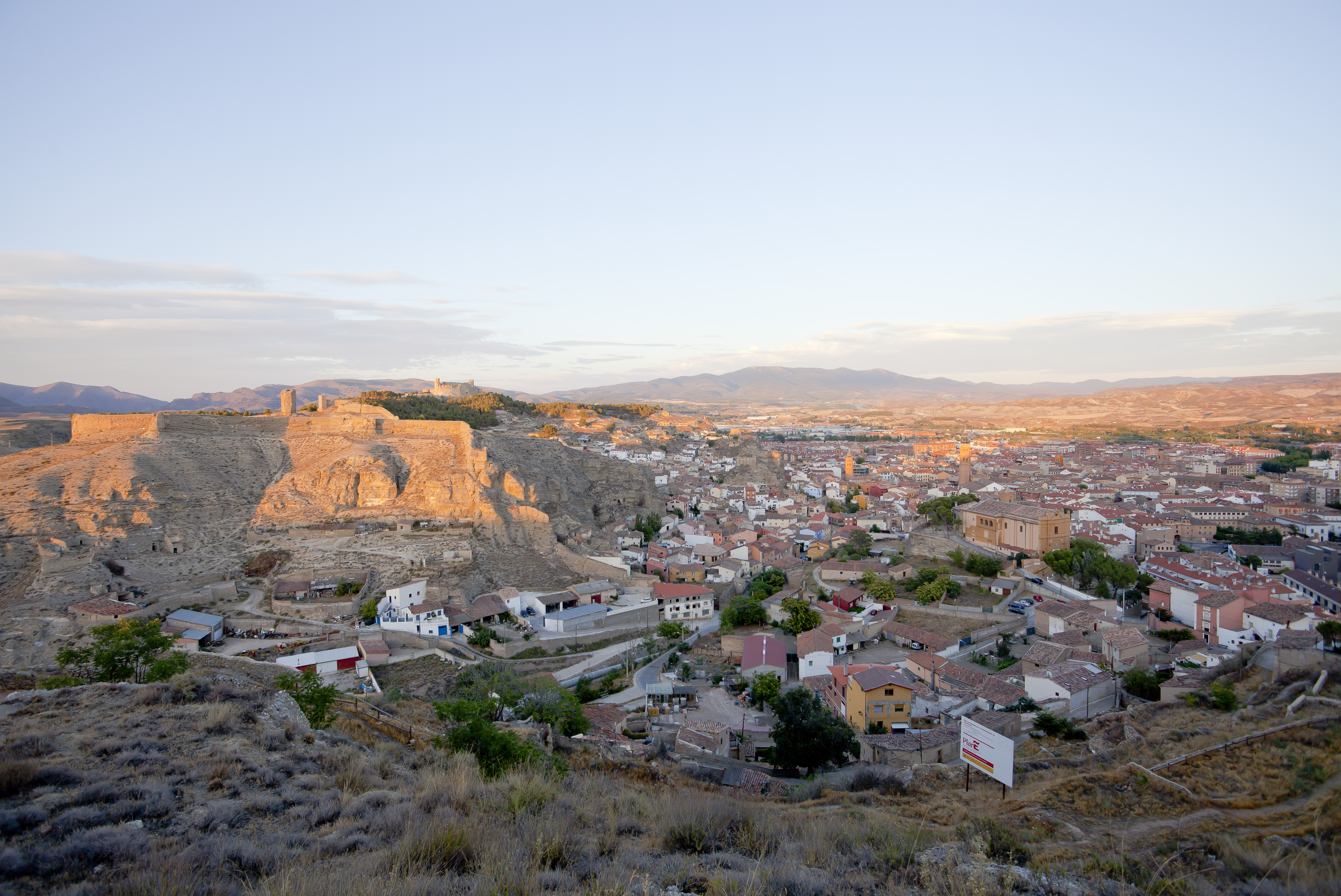
Панорама міста
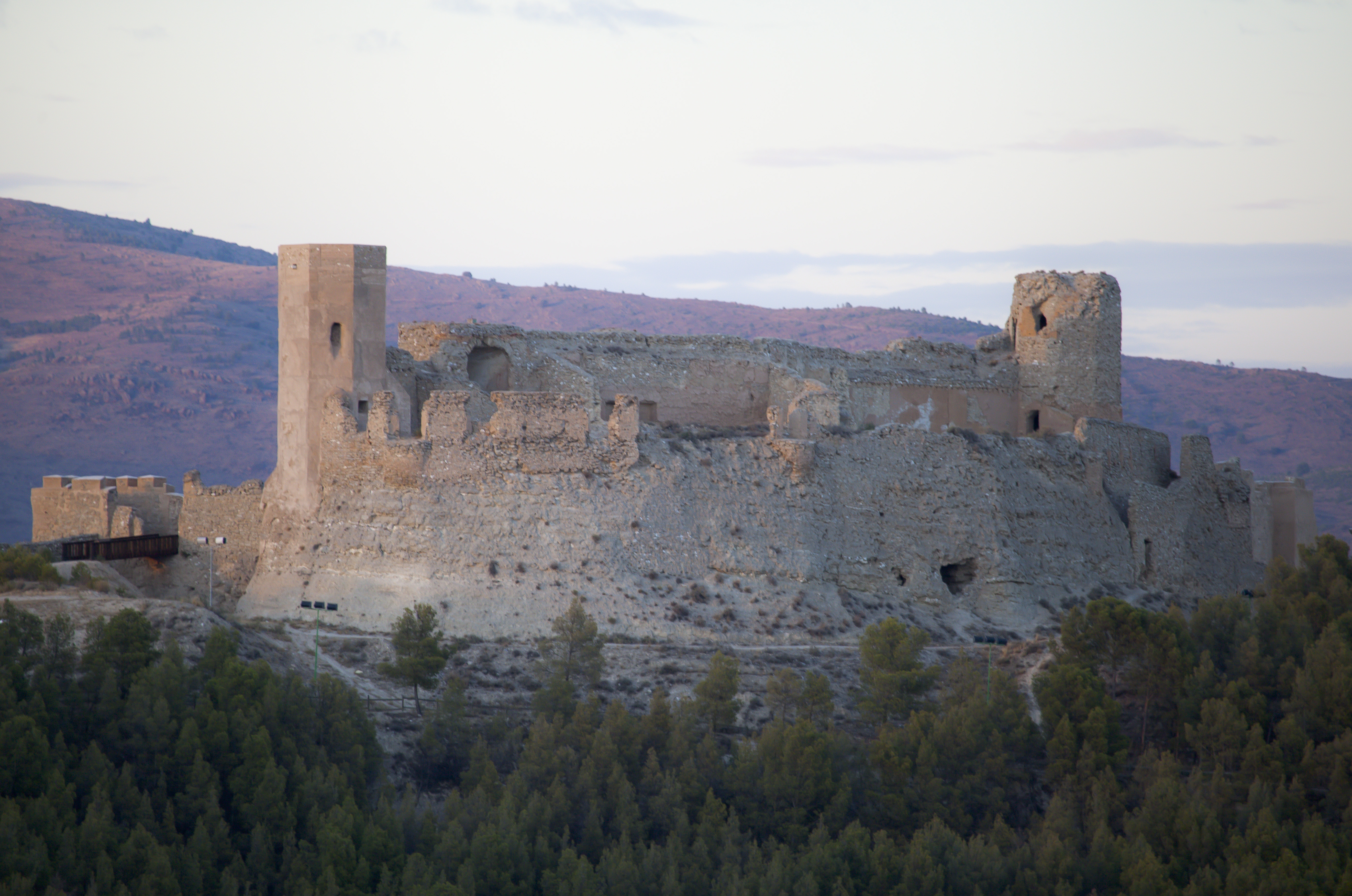
Замок Аюб
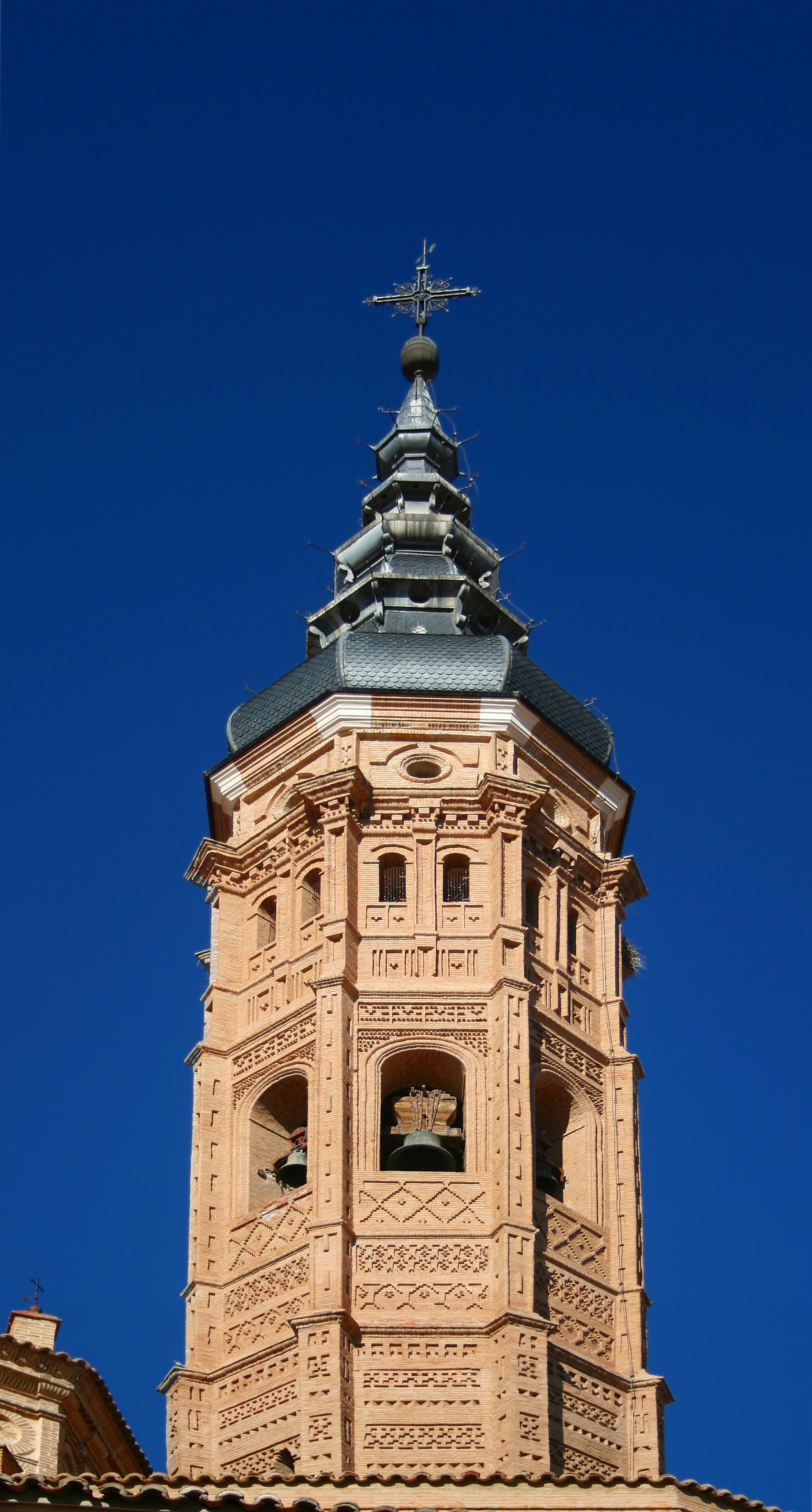
Собор Санта-Марія
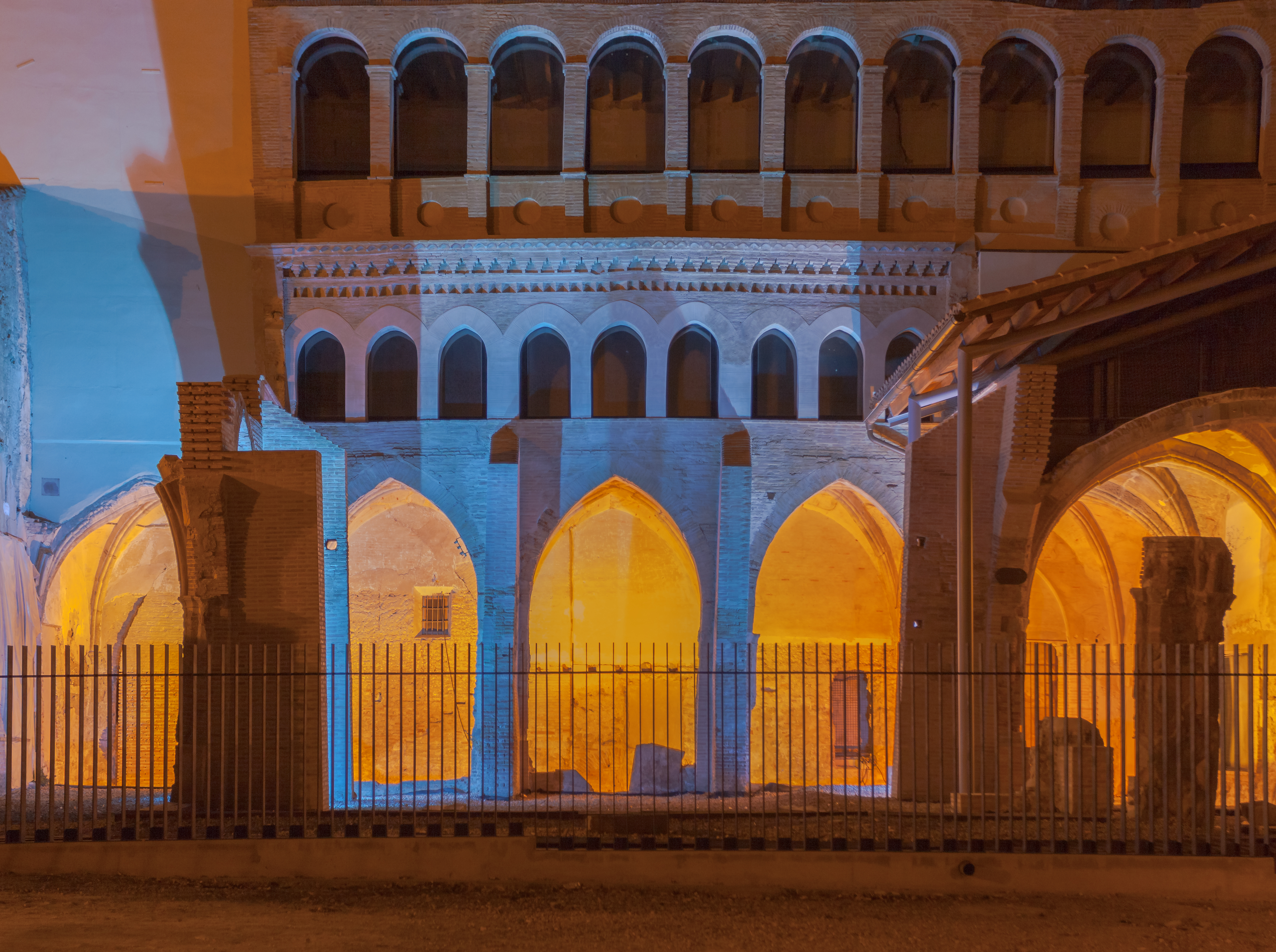
Дзвіниця у стилі мудехар собору Санта-Марія
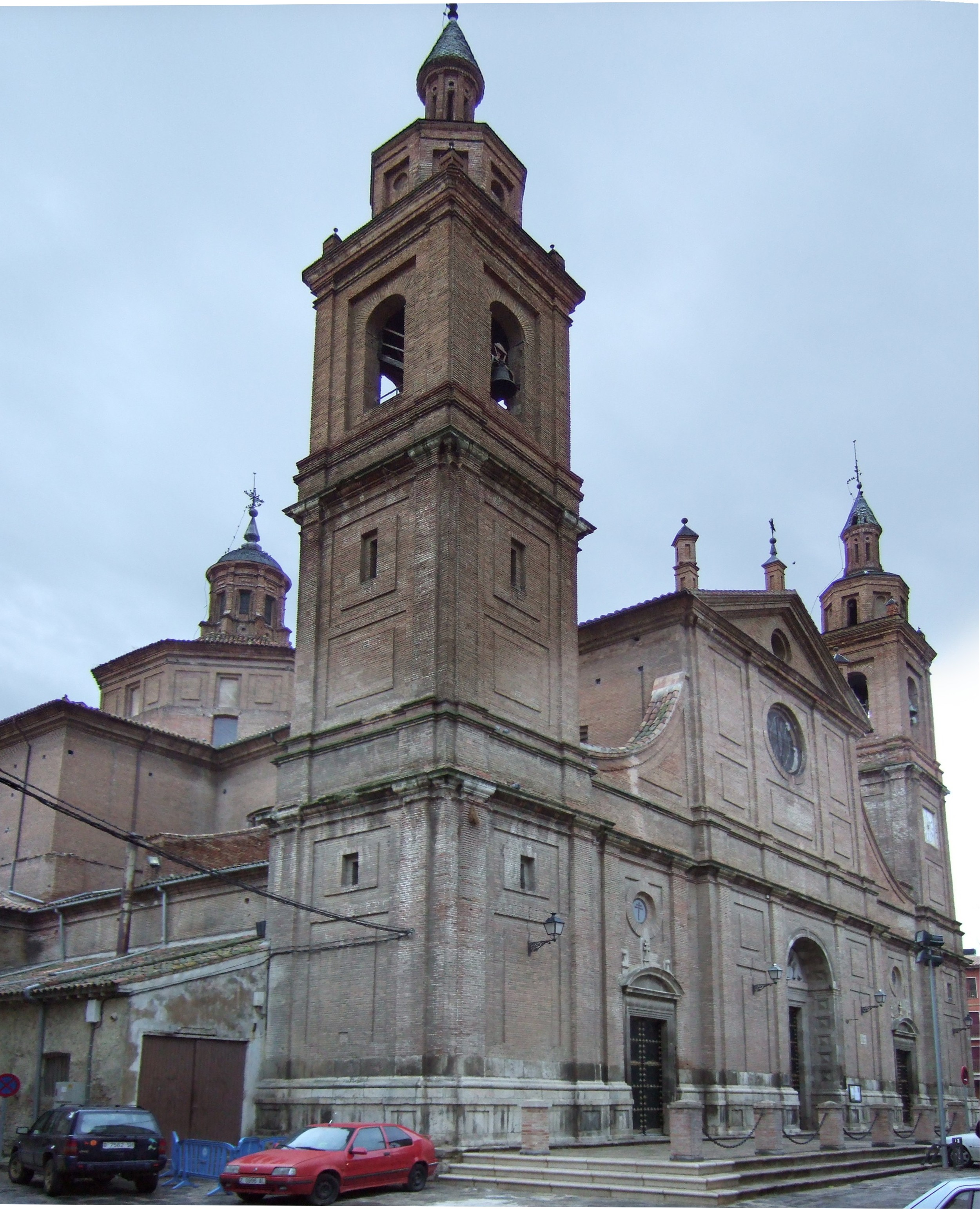
Собор Санто-Сепулькро

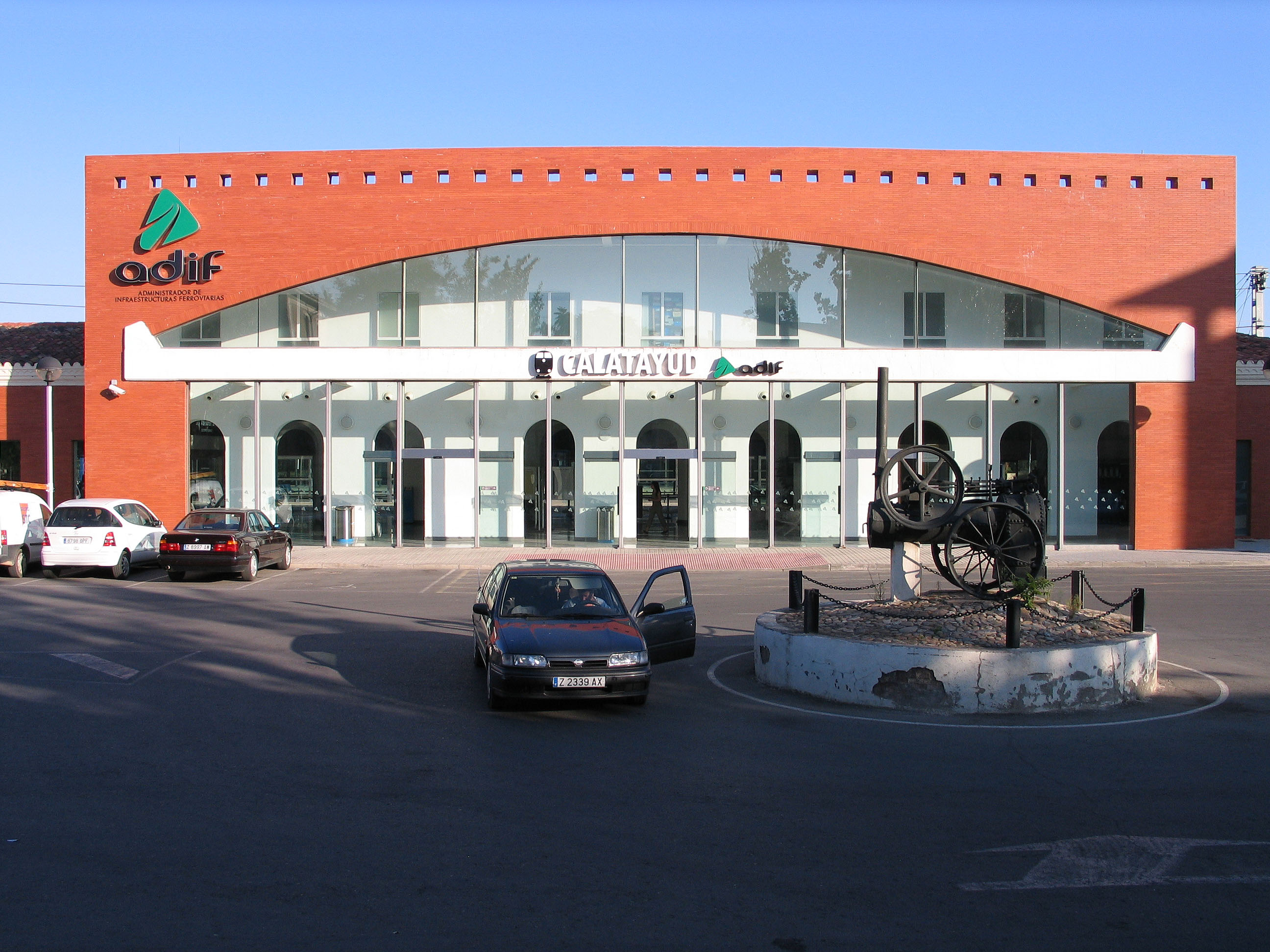
Залізнична станція
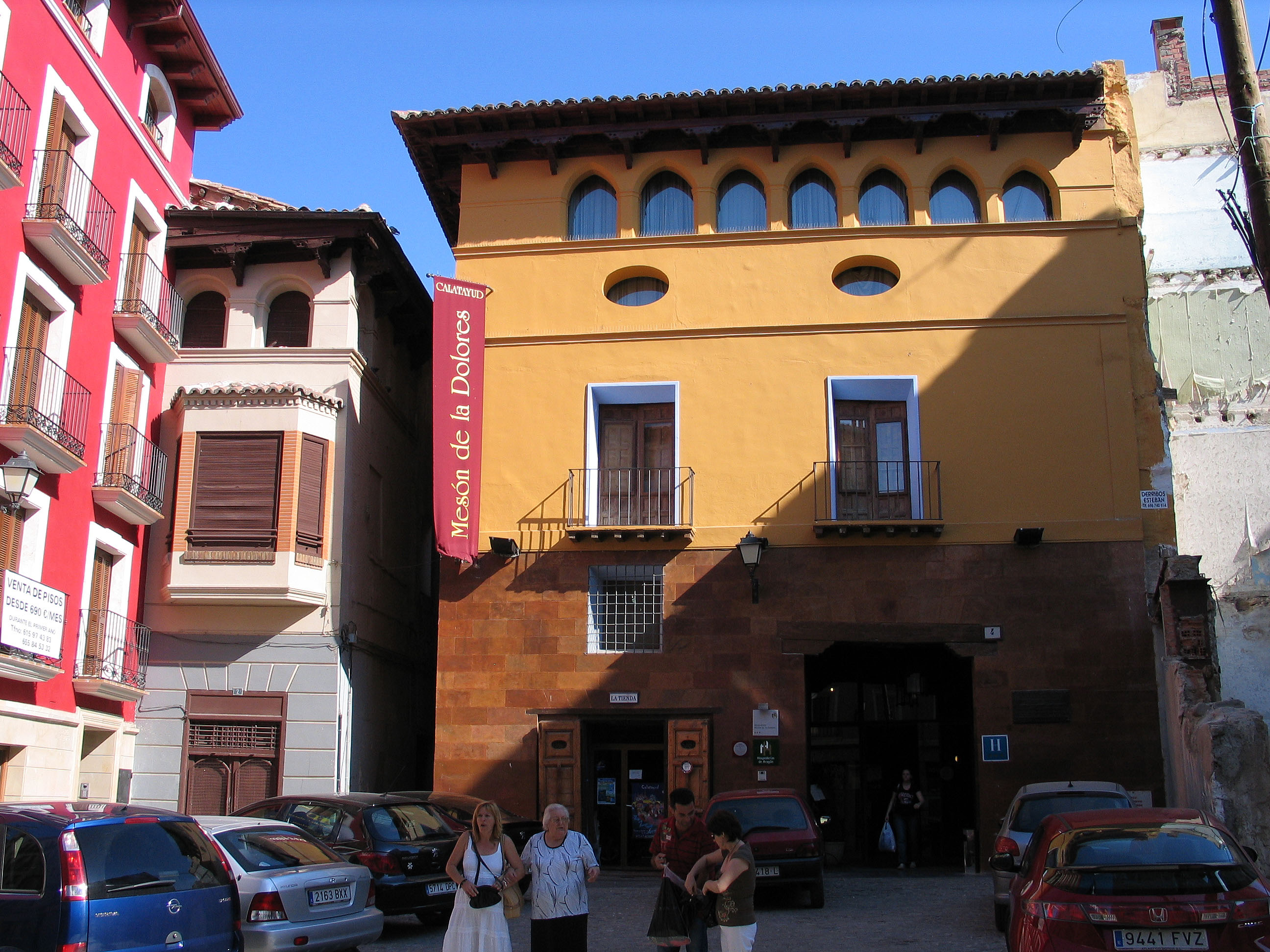
Mesón de la Dolores
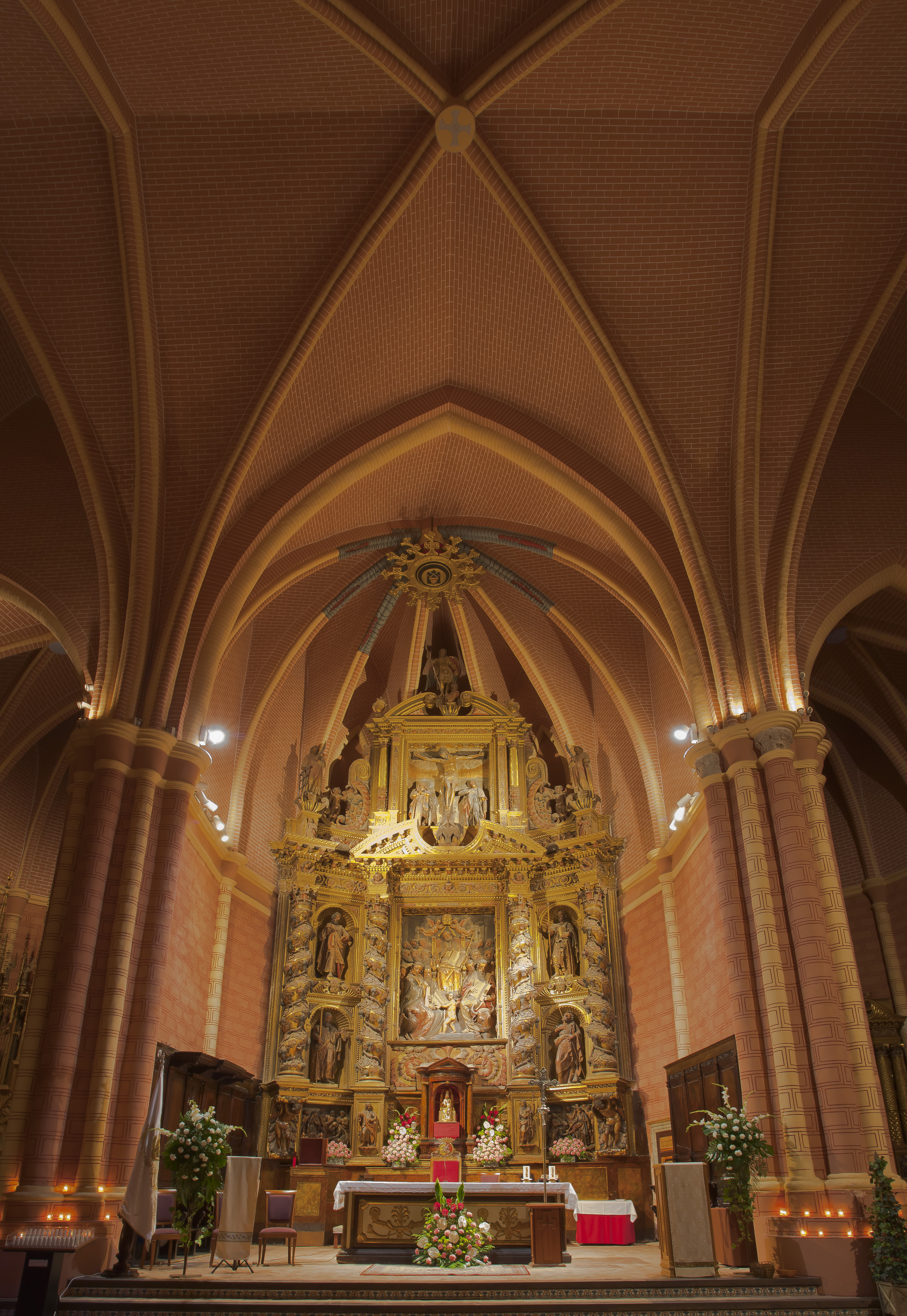
Церква Сан-Педро-де-лос-Франкос
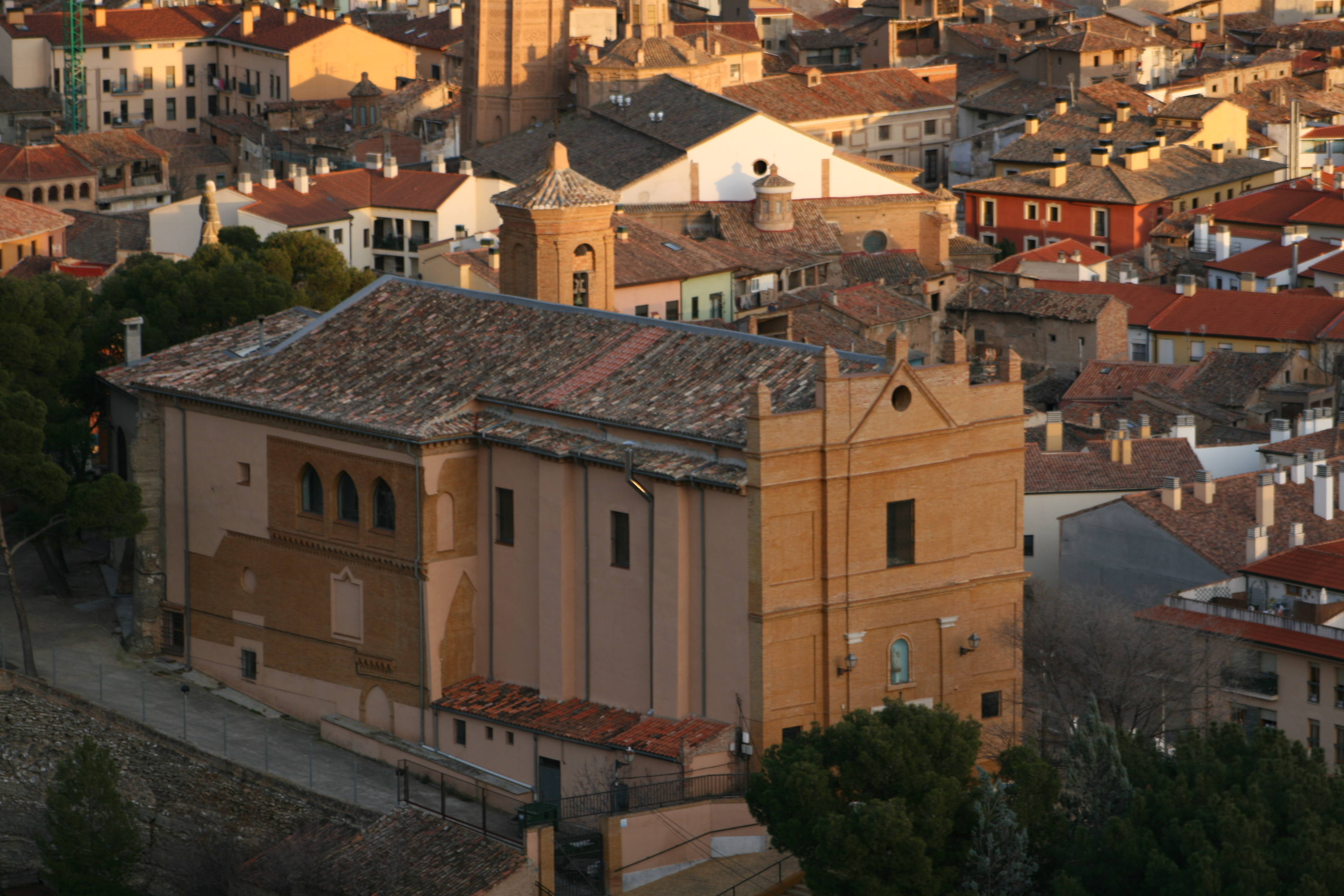
Інтер'єр храму Ла-Вірхен-де-ла-Пенья
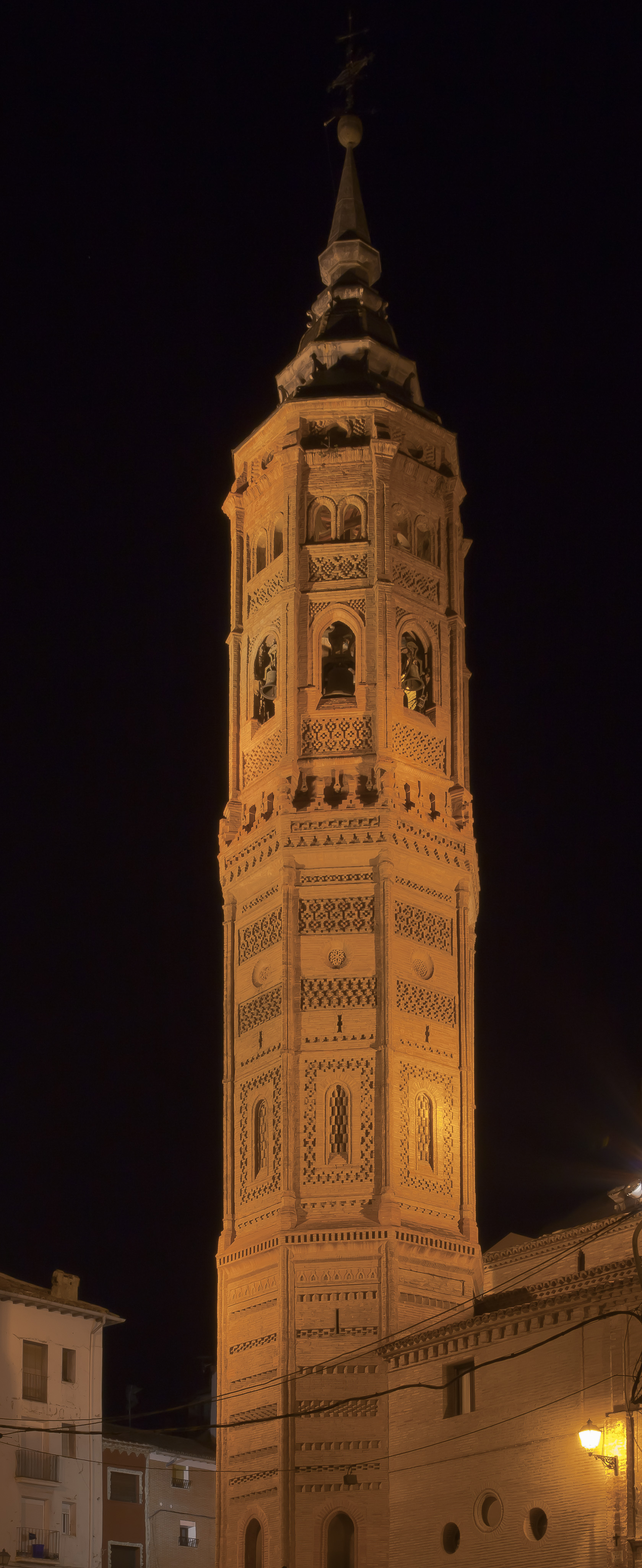
Церква Сан-Андрес
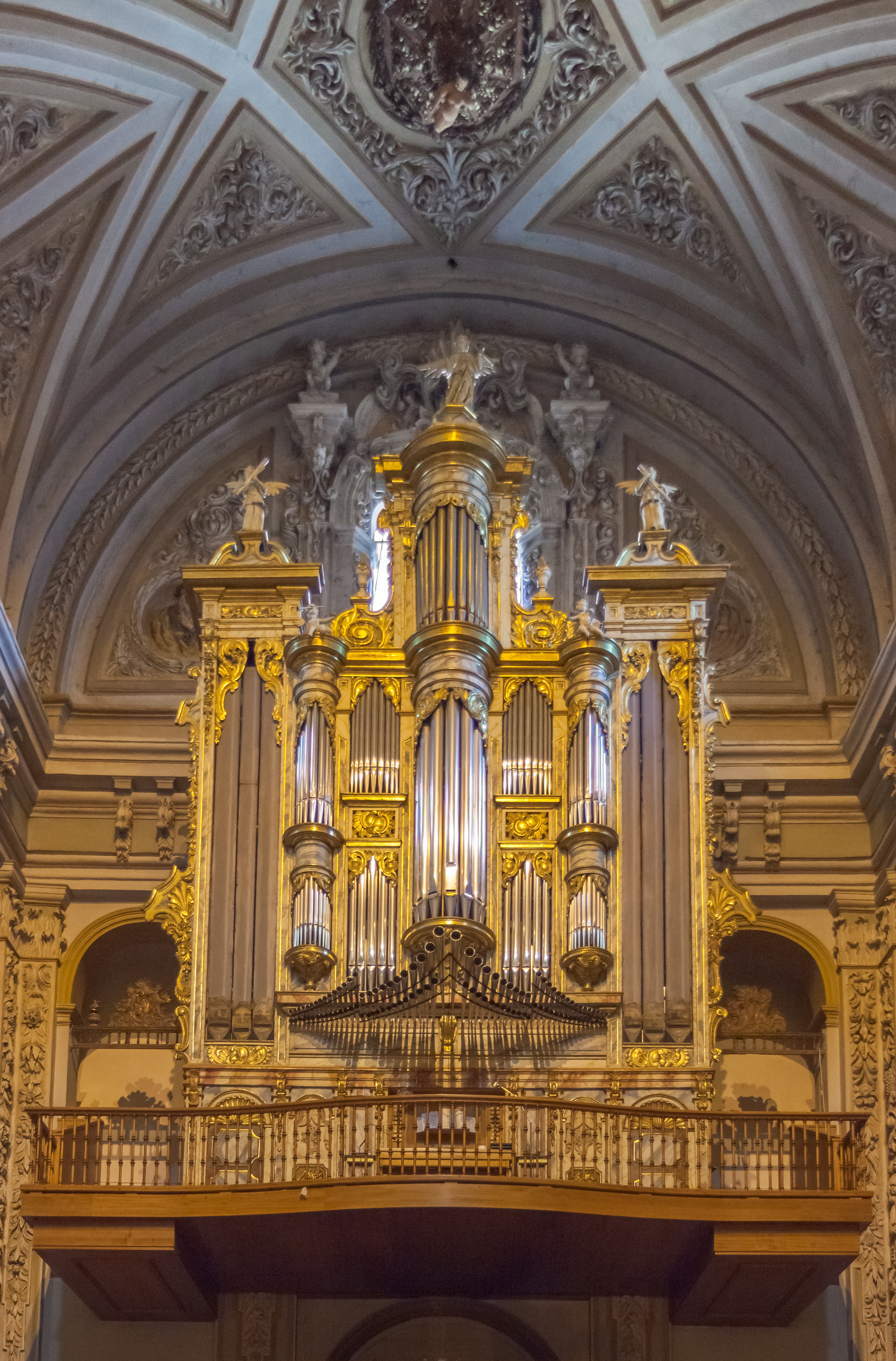
Церква Сан-Хуан-ель-Реаль